# Klassenkasse
Als Klassenkasse wird das Geldkontingent einer Schulklasse bezeichnet. Es entsteht unter anderem aus regelmäßigen (z. B. monatlichen) Beiträgen der Schüler oder Eltern, aber auch aus Überschüssen von bereits bezahlten Kostenbeiträgen (z. B. für Klassenfahrten) und anderen Erträgen (z. B. Verkaufsaktivitäten).
Eine Klassenkasse, die jedoch nicht obligatorisch ist, wird vom Klassenlehrer oder von einem von der Gemeinschaft gewählten Kassenwart verwaltet. Sofern vorhanden, kann das Geld zum Kauf von Unterrichtsmaterialien, für die Neugestaltung des Klassenraumes und zur Finanzierung von schulischen Exkursionen genutzt werden.
In einigen Spielshows für Kinder treten Schulklassen im Fernsehen gegeneinander an. Preise können dann Geld für die Klassenkasse sein.
Schwierigkeiten können auftreten, wenn einzelne Schüler oder Eltern nicht an der Klassenkasse teilnehmen möchten. Eine Pflicht zur Teilnahme besteht grundsätzlich nicht. Sofern keine ausdrückliche Vereinbarung über die Klassenkasse getroffen wurde, hängt die Beantwortung von Streitfragen häufig von der Auslegung des Willens der Eltern und den Grundsätzen des Gewohnheitsrechts ab. So dürfte ein Rückzahlungsanspruch bei vorzeitigem Verlassen der Klasse problematisch sein. Einige Klassenlehrer lehnen die Führung einer Klassenkasse ab, da es keine öffentlich-rechtliche Grundlage dafür gibt und der Lehrer sich aufgrund seiner besonderen Machtposition in Rechtfertigungszwang begeben kann. In diesem Fall kann ein Mitglied der Elternschaft die Klassenkasse verwalten, ist dann jedoch auch für die entgegengenommenen Geldbeträge verantwortlich und rechenschaftspflichtig.
Sofern man bei klaren Zweckbestimmungen die Anwendung des Rechts der BGB-Gesellschaft annimmt, trifft man auf die Schwierigkeit, dass dann nur einstimmig über das eingezahlte Geld verfügt werden dürfte. Ob eine BGB-Gesellschaft oder etwa ein Auftrag vorliegt, dürfte im Einzelfall zu entscheiden sein. In der Regel dürfte anzunehmen sein, dass der Wille der Elternschaft dahin geht, dass kleinere Beträge auch ohne Zustimmung aller Eltern aufgewendet werden dürfen. Bei Entscheidungen über große Beträge oder die Klassenkasse im Ganzen sollte jedoch auf einer Versammlung entschieden werden. Bei abzusehenden größeren Schwierigkeiten sollte man die Auflösung der Klassenkasse und Rückzahlung der Beiträge erwägen oder im allgemeinen Einverständnis etwa einem einzelnen Elternteil dessen Beiträge zurückerstatten. Eine Veruntreuung des Geldes ist strafbar.